# Bunheiro
Bunheiro is een plaats (freguesia) in de Portugese gemeente Murtosa en telt 2707 inwoners (2001).